# Mercat de Santa Catalina
El Mercat de Santa Catalina de Palma és un mercat situat al barri de pescadors de Santa Catalina, es va crear l’any 1920, al districte de Ponent de Palma.
Actualment, compta principalment amb trasts de fruites i verdures, peix i carn, encara que també s’hi poden trobar pastisseries, quioscs, bars i altres tipus d’establiments.
Està situat a la Plaça Navegació s/n, entre els carrers Anníbal, Servet, Soler i Cerdà i obre de dilluns a dissabte de 7.00 h a 15.00 h.